# Dismal Ridge
Dismal Ridge är en bergstopp i Antarktis. Den ligger i Östantarktis. Nya Zeeland gör anspråk på området. Toppen på Dismal Ridge är 2 217 meter över havet, eller 20 meter över den omgivande terrängen. Bredden vid basen är 1,6 km.
Terrängen runt Dismal Ridge är huvudsakligen bergig, men den allra närmaste omgivningen är kuperad. Trakten är obefolkad. Det finns inga samhällen i närheten.